# فايزة حسين (شخصية خيالية)
د. فايزة حسين, التي سميت في وقت لاحق الاسم إكسكاليبر Excalibur, هي شخصية خيالية تظهر في الكتب المصورة الأمريكية التي تنشرتها مارفيل كوميكس. تم إنشاء فايزة بواسطة الكاتب بول كورنيل، أول من رسمها ليونارد كيرك. أول ظهور للشخصية في كابتن بريطانيا وMI: 13 # 1 (مايو 2008).

## التوصيف
وقد ساعدت كورنيل في تطوير هذه الشخصية من قبل فريق من النساء المسلمات: منى بيومي، صفية سيد باهارون، فريدة باتل، وسهير روكيد.

سميت فايزة حسين، التي كتبت أصلاً في نصوص مبكرة باسم «فايسا»، على اسم لاعب الكريكيت الإنجليزي السابق الكابتن ناصر حسين، وعلى الرغم من أنها شخصية بريطانية مسلمة، ذكر بول كورنيل أنه لا يريد من فايزة بأن تكون دعامة لكامل المجتمع الإسلامي البريطاني: 
| «             | أعتقد أن الأبطال الخارقين معرضون بدرجة كبيرة لكونهم حملة عاديون للمجتمعات بأكملها. | » |
| — باول كورنيل |                                                                                    |   |

كما أنه لم يكن يريدها أن تقول أي شيء ديني حتى في وضع كان فيه شخص متديّن كل يوم يديرها ويبعدها عن الأشكال التقليدية المرتبطة بالشخصيات المسلمة.

## السيرة الذاتية للشخصية الخيالية
فايزة حسين هي الابنة الوحيدة لعائلة من التراث الباكستاني التي تعيش في تشيلمسفورد في إسيكس. وهي طبيبة مسلمة تسكن في لندن، ومعجبة بريطانية بالأبطال الخارقين، تقع فايزة في البداية في غزو السكرول حين تقوم بإجراء فرز للمصابين بالقتال في ساحة المعركة بينما كان هجوم السكرول يدور حولها. بينما تميل إلى الجرحى، جنباً إلى جنب مع الفارس الأسود، يتم ضرب فايزة حسين بسلاح ليزر السكرول، يبدو هذا السلاح بأنه يعطي قوى لفايزة التي تستخدمها لمساعدة الفارس الأسود في صد المزيد من السكرول.
بعد هزيمة السكرول، أصبحت فايزة حسين المسيطرة على إكسكاليبر، وأنضمت إلى MI-13 بأسم الفارس الأسود ستيوارد. عندما هاجم دراكولا المملكة المتحدة هاجم شخصياً عائلة فايزة، مما أدى إلى إصابة والدتها أثناء اختطاف والدها وإرسال قوات لمهاجمة أعضاء MI13. في أعقاب الهجوم، استنتج بيت ويسدومأن هدف الهجوم كان إبقاء فايزة (و إكسكاليبر) خارج المعركة. تعطي فايزة الأسم الرمزي «إكسكاليبر» لأنها تريد من دراكولا وقواته أن يسمعوا ويعلموا أن النصل الأسطوري لا يزال جزءًا نشطًا من MI:13.
خلال قصة الإمبراطورية السرية، تظهر فايزة كعضو في أبطال أوروبا جنباً إلى جنب مع آريس، الكابتن بريطانيا، المقصلة، آوت لاو، الشاهين. جنباً إلى جنب مع الفتاة السنجاب وإينغما، يتمكن الأبطال من تحرير باريس، فرنسا من غزو قوة هيدرا.

## القوى والقدرات
فايزة حسين هي طبيبة متدربة، ويبدو أن لديها معرفة واسعة من سكان ما فوق البشر. على الرغم من كونها شخصية غير مشغلة في العدد الأول، فإن بول كورنيل صرح بأن قوى فايزا ستظهر خلال الأعداد القليلة الأولى من كابتن بريطانيا و MI: 13. في العدد رقم 2 حدث ذلك، عندما أظهرت فايزة حسين مستوى أقصى من السيطرة على الكائنات البيولوجية. كانت قادرة على تفكيك جسم الإنسان في الأجزاء المكونة له مع الحفاظ على الموضوع على قيد الحياة وتوقف حشد من السكرول عن طريق منع أجسامهم من القدرة على التحرك. وينظر إليها لأستخدام هذه القوى ليس فقط على الكائنات الحية، ولكن أيضا على أنواع أخرى من المواد (مثل ملابس الفارس الأسود). لم يتم الكشف عن مدى وتصنيف هذه القوى بعد، لكن الفارس الأسود وصفها بأنها دفاعية بحتة.

في Q&A كورنيل مبيناً قواها:
| « | يمكنها فتح الجسم بأمان، ومعرفة ما هو الخطأ به، وترتيبه على المستوى دون الذري. هذا له تأثير عرضي لوقف مغير الأشكال مثل السكرول في مساراتهم (وأي شخص آخر يعرف ما هو جيد بالنسبة لهم). لديها مشكلة في القيام بذلك على الكائنات السحرية. | » |

سيطرة فايزه على الكائنات الحية لا تعمل على أي شخصية أو كائن مليء بالسحر.
كما أنها تستخدم السيف إكسكاليبر.

## إصدارات أخرى
في عصر ألتراون، تبنت فايزة حسين لفترة قصيرة عباءة الكابتن بريطانيا من براين برادوك في حالة موته في معركة أولترون.
وتعود هذه النسخة من الشخصية إلى «الحرب السرية» المكونة من جزأين، وكابتن بريطانيا، والمدافعون الأقوياء. في حين تشير إلى نفسها كالكابتن بريطانيا، فهي لا تملك أي ذكر لماذا، أو أين، أو من «بريطانيا» بسبب التدمير الأخير للكون المتعدد.

## في وسائل الإعلام الأخرى
تظهر فايزة في لعبة الفيسبوك مارفيل: التحالف المنتقمون كشخصية قابلة للّعب.